# Where have all the good times gone
Where have all the good times gone is een nummer van The Kinks Het lied is geschreven door Ray Davies. Samen brachten ze het nummer in november 1965 uit als B-kant van de single Till the end of the day. Een week later verscheen het ook op hun album The Kink Kontroversy.
Als B-kant kreeg het de status van een Kinks-klassieker. Die status heeft het mede te danken aan het feit dat David Bowie het lied opnam voor zijn studioalbum Pin Ups uit 1973. Dat bracht het lied dermate onder de aandacht dat Pye Records van The Kinks het liedje opnieuw uitbracht als single, maar nu als A-kant. Het werd toen vergezeld van B-Kant Lola in een live-uitvoering.
Andere artiesten die het speelden waren Van Halen op album Diver down. Ze gaven het ook uit als B-kant van hun versie van Dancing in the street. Supergrass speelde het nummer in 1995 tijdens het Glastonbury Festival.
Elton John bracht in 1982 een single op de markt onder dezelfde titel, maar dat is een ander lied. Het lied met dezelfde titel van Charlie Musselwhite is noch een cover van de een, noch van de ander.

## Hitnotering
Als B-kant haalde het in het Verenigd Koninkrijk de achtste plaats in twaalf weken. Als A-kant haalde het de lijst niet. Diezelfde verhouding laat de Nederlandse Top 40 zien. Veertien weken en een vierde plaats als B-kant in 1965, geen notering in 1973.

### NPO Radio 2 Top 2000
Where Have All the Good times Gone stond alleen in 2000 in de NPO Radio 2 Top 2000, op plek 1954.